# Migliori prestazioni italiane nei 3000 metri piani
La lista delle migliori prestazioni italiane nei 3000 metri piani, aggiornata periodicamente dalla Federazione Italiana di Atletica Leggera, raccoglie i migliori risultati di tutti i tempi degli atleti italiani nella specialità dei 3000 metri piani.

## Maschili outdoor
Statistiche aggiornate al 2 ottobre 2022.
|     | Tempo    | Atleta                  | Luogo      | Data              |
| --- | -------- | ----------------------- | ---------- | ----------------- |
| 1.  | 7'37"90  | Yemaneberhan Crippa     | Gateshead  | 13 luglio 2021    |
| 2.  | 7'39"54  | Gennaro Di Napoli       | Formia     | 18 maggio 1996    |
| 3.  | 7'41"74  | Daniele Meucci          | Stoccolma  | 19 agosto 2012    |
| 4.  | 7'42"73  | Francesco Panetta       | Cagliari   | 16 settembre 1987 |
| 5.  | 7'42"85  | Stefano Mei             | Nizza      | 15 luglio 1986    |
| 6.  | 7'43"14  | Stefano Baldini         | Bellinzona | 12 luglio 1996    |
| 7.  | 7'43"57  | Salvatore Antibo        | Trapani    | 21 settembre 1991 |
| 8.  | 7'43"63  | Ossama Meslek           | Nembro     | 2 agosto 2022     |
| 9.  | 7'44"7 m | Alessandro Lambruschini | Tirrenia   | 26 luglio 1997    |
| 10. | 7'45"2 m | Vittorio Fontanella     | Bologna    | 12 settembre 1981 |

## Femminili outdoor
Statistiche aggiornate al 2 ottobre 2022.
|     | Tempo    | Atleta             | Luogo     | Data              |
| --- | -------- | ------------------ | --------- | ----------------- |
| 1.  | 8'35"65  | Roberta Brunet     | Monaco    | 16 agosto 1997    |
| 2.  | 8'37"96  | Agnese Possamai    | Helsinki  | 10 agosto 1983    |
| 3.  | 8'41"72  | Marta Zenoni       | Stoccolma | 15 giugno 2025    |
| 4.  | 8'44"36  | Nadia Dandolo      | Stoccolma | 3 luglio 1991     |
| 5.  | 8'46"31  | Margherita Gargano | Roma      | 14 settembre 1982 |
| 6.  | 8'46"8 m | Silvana Cruciata   | Roma      | 25 aprile 1981    |
| 7.  | 8'48"63  | Silvia Weissteiner | Rovereto  | 12 settembre 2007 |
| 8.  | 8'48"65  | Gabriella Dorio    | Rovereto  | 13 settembre 1981 |
| 9.  | 8'48"76  | Elisa Rea          | Roma      | 7 luglio 1999     |
| 10. | 8'50"30  | Silvia Sommaggio   | Roma      | 8 giugno 1994     |

## Maschili indoor
Statistiche aggiornate al 16 febbraio 2023.
|     | Tempo   | Atleta            | Luogo     | Data             |
| --- | ------- | ----------------- | --------- | ---------------- |
| 1.  | 7'41"05 | Gennaro Di Napoli | Parigi    | 9 marzo 1997     |
| 2.  | 7'44"39 | Massimo Pegoretti | Genova    | 23 febbraio 1997 |
| 3.  | 7'44"45 | Ossama Meslek     | Metz      | 12 febbraio 2022 |
| 4.  | 7'46"46 | Stefano Mei       | Budapest  | 1º febbraio 1986 |
| 5.  | 7'47"46 | Dario De Caro     | Boston    | 12 febbraio 2022 |
| 6.  | 7'47"61 | Walter Merlo      | Budapest  | 1º febbraio 1986 |
| 7.  | 7'47"98 | Yassin Bouih      | Liévin    | 9 febbraio 2021  |
| 8.  | 7'48"60 | Abdellah Haidane  | Genova    | 8 febbraio 2014  |
| 9.  | 7'48"88 | Cosimo Caliandro  | Stoccarda | 3 febbraio 2007  |
| 10. | 7'49"42 | Pietro Riva       | Metz      | 11 febbraio 2023 |

## Femminili indoor
Statistiche aggiornate all'16 febbraio 2023.
|     | Tempo   | Atleta             | Luogo        | Data             |
| --- | ------- | ------------------ | ------------ | ---------------- |
| 1.  | 8'41"72 | Nadia Battocletti  | Val-de-Reuil | 14 febbraio 2022 |
| 2.  | 8'44"40 | Ludovica Cavalli   | Metz         | 11 febbraio 2023 |
| 3.  | 8'44"81 | Silvia Weissteiner | Birmingham   | 4 marzo 2007     |
| 4.  | 8'48"93 | Federica Del Buono | Ancona       | 18 febbraio 2024 |
| 5.  | 8'50"31 | Marta Zenoni       | Ancona       | 18 febbraio 2024 |
| 6.  | 8'51"00 | Elisa Rea          | Genova       | 18 febbraio 1998 |
| 7.  | 8'51"81 | Margherita Magnani | New York     | 15 febbraio 2014 |
| 8.  | 8'53"77 | Agnese Possamai    | Milano       | 6 marzo 1982     |
| 9.  | 8'54"14 | Elena Romagnolo    | Torino       | 22 febbraio 2009 |
| 10. | 8'55"32 | Elisa Palmero      | Ancona       | 18 febbraio 2024 |